# کاره‌نا نگ
کاره‌نا نگ (انگلیسی: Karena Ng؛ زادهٔ ۲۷ اکتبر ۱۹۹۳) بازیگر است. او همسر لم فونگ است.
از فیلم‌ها یا برنامه‌های تلویزیونی که وی در آن نقش داشته است، می‌توان به ایپ من ۳ (۲۰۱۵) و آفتاب زندگی‌ام (۲۰۲۱) اشاره کرد.